# Michèle Boule
Michèle Boule (1948) è una modella francese, vincitrice del titolo di Miss Cannes 1965 e Miss Francia 1966.
Incoronata presso il Palais des Fêtes a Vendôme all'età di diciotto anni, la Boule rinunciò al titolo poco tempo dopo, e la corona di Miss Francia passò alla seconda classificata Monique Boucher. Tuttavia la modella rappresentò la Francia in occasione di Miss Universo 1966.